# Ol Parker
Pour les articles homonymes, voir Parker.
Oliver Parker, dit Ol Parker, est un réalisateur et scénariste britannique, né le 2 juin 1969.
Ses premiers films sont Imagine Me and You (2005) et Now is Good (2012). Il a aussi écrit les scénarios de Indian Palace (2011) et Indian Palace : Suite royale (2015), et a écrit et réalisé la suite musicale Mamma Mia! Here We Go Again (2018).

## Vie privée
Il se marie avec l'actrice britannique Thandiwe Newton en 1998 avec qui il a trois enfants : deux filles, Ripley (née en 2000) et Nico (née en 2004), et un fils, Booker Jombe (né en 2014). Le couple a divorcé en 2022.

## Filmographie
Sauf indication contraire, les informations mentionnées dans cette section peuvent être confirmées par la base de données cinématographiques IMDb,  présente dans la section « Liens externes ».

### Réalisateur
- 2005 : Imagine Me and You
- 2012 : Now Is Good
- 2018 : Mamma Mia! Here We Go Again
- 2022 : Ticket to Paradise

### Scénariste
- 1994-1996 : Grange Hill (en) (série TV) - 6 épisodes
- 1996 : In Your Dreams (téléfilm) de Simon Cellan Jones
- 2000 : It Was an Accident de Metin Hüseyin
- 2005 : Imagine Me and You de lui-même
- 2012 : Indian Palace (The Best Exotic Marigold Hotel) de John Madden
- 2012 : Now is Good de lui-même
- 2015 : Indian Palace : Suite royale (The Second Best Exotic Marigold Hotel) de John Madden
- 2018 : Mamma Mia! Here We Go Again de lui-même
- 2021 : Un garçon nommé Noël (A Boy Called Christmas) de Gil Kenan